# Саут Барингтон (Илиноис)
Саут Барингтон (енгл. South Barrington) град је у америчкој савезној држави Илиноис.

## Демографија
По попису из 2010. године број становника је 4.565, што је 805 (21,4%) становника више него 2000. године.
| Група             | 2000.         | 2010.         |
| Белци             | 3.043 (80,9%) | 3.080 (67,5%) |
| Афроамериканци    | 33 (0,9%)     | 30 (0,7%)     |
| Азијати           | 541 (14,4%)   | 1.216 (26,6%) |
| Хиспаноамериканци | 69 (1,8%)     | 118 (2,6%)    |
| Укупно            | 3.760         | 4.565         |